# Kleva klintar
Kleva klintar är ett naturreservat på Mösseberg i Falköpings kommun i Västergötland.
Reservatet ligger strax nordväst om Mösseberg nära Vilske-Kleva kyrka. Det avsattes som naturreservat 1956 och är ett 7 hektar stort område. Merparten av områdets yta är täckt med alvarvegetation, en mindre del utgörs av kärr respektive lundvegetation
Området ligger på gränsen mellan urbergsområdet i väster och sandsten, alunskiffer, kalksten och lerskiffrar, i öster. I väster ligger också en gräshed. Nedanför denna börjar en terrassformad kalkstensklev. På en del ställen skjuter det ut hyllor där ormbunkar som svartbräken, stenbräken och murruta kan finnas. Här växer även fjällgröe som kallats reservatets karaktärsväxt.

## Linnés Västgötaresa
År 1746 besöker Linné Vilske-Kleva under sin Västgötaresa. Han lovprisar blomsterprakten han möter. Dagens reservat på 7,3 hektar är bara en spillra av den blomsteräng Linné mötte 1746.

## Galleri

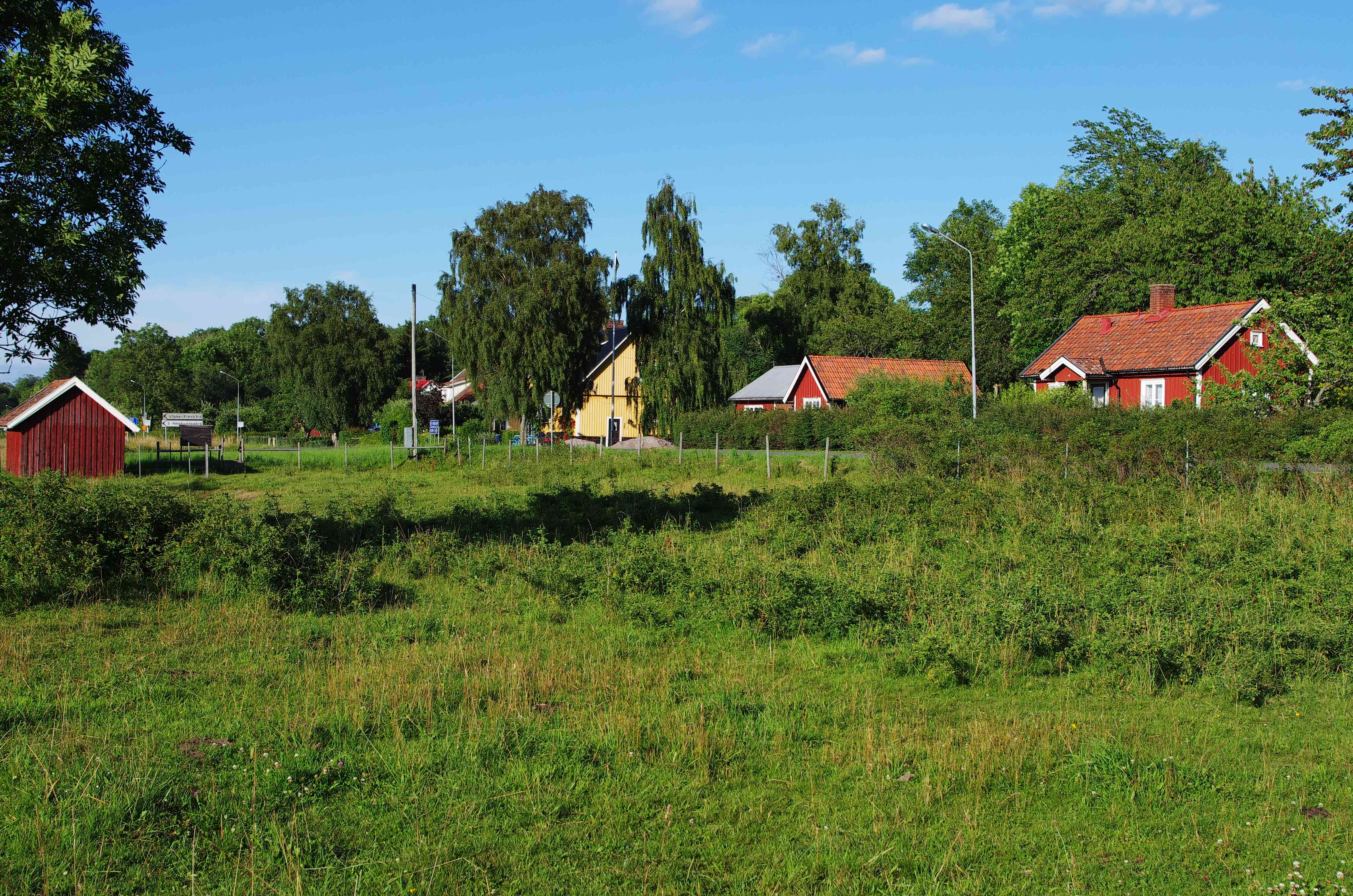
Kleva klintar och orten Vilske-Kleva.
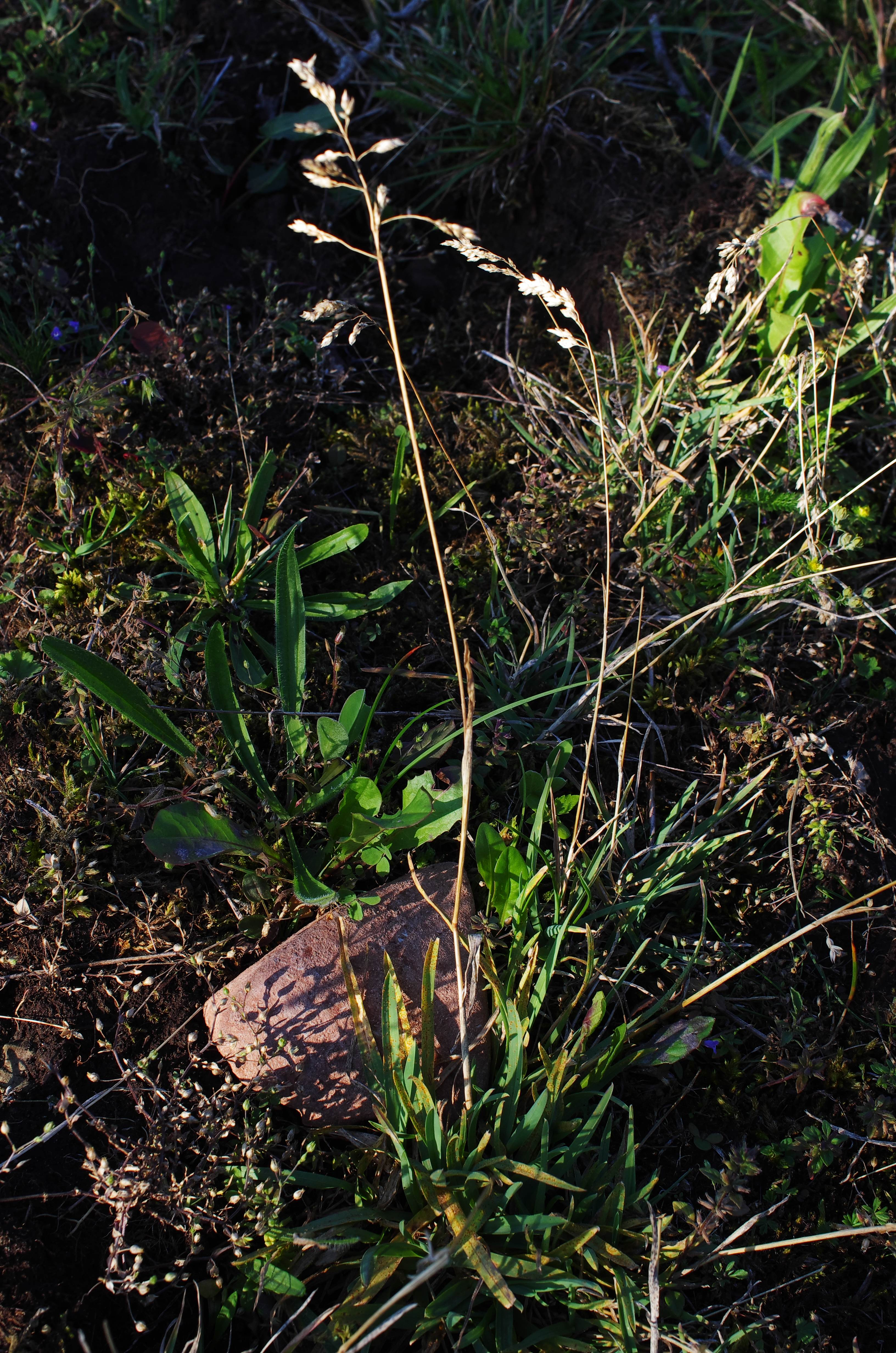
Fjällgröe.
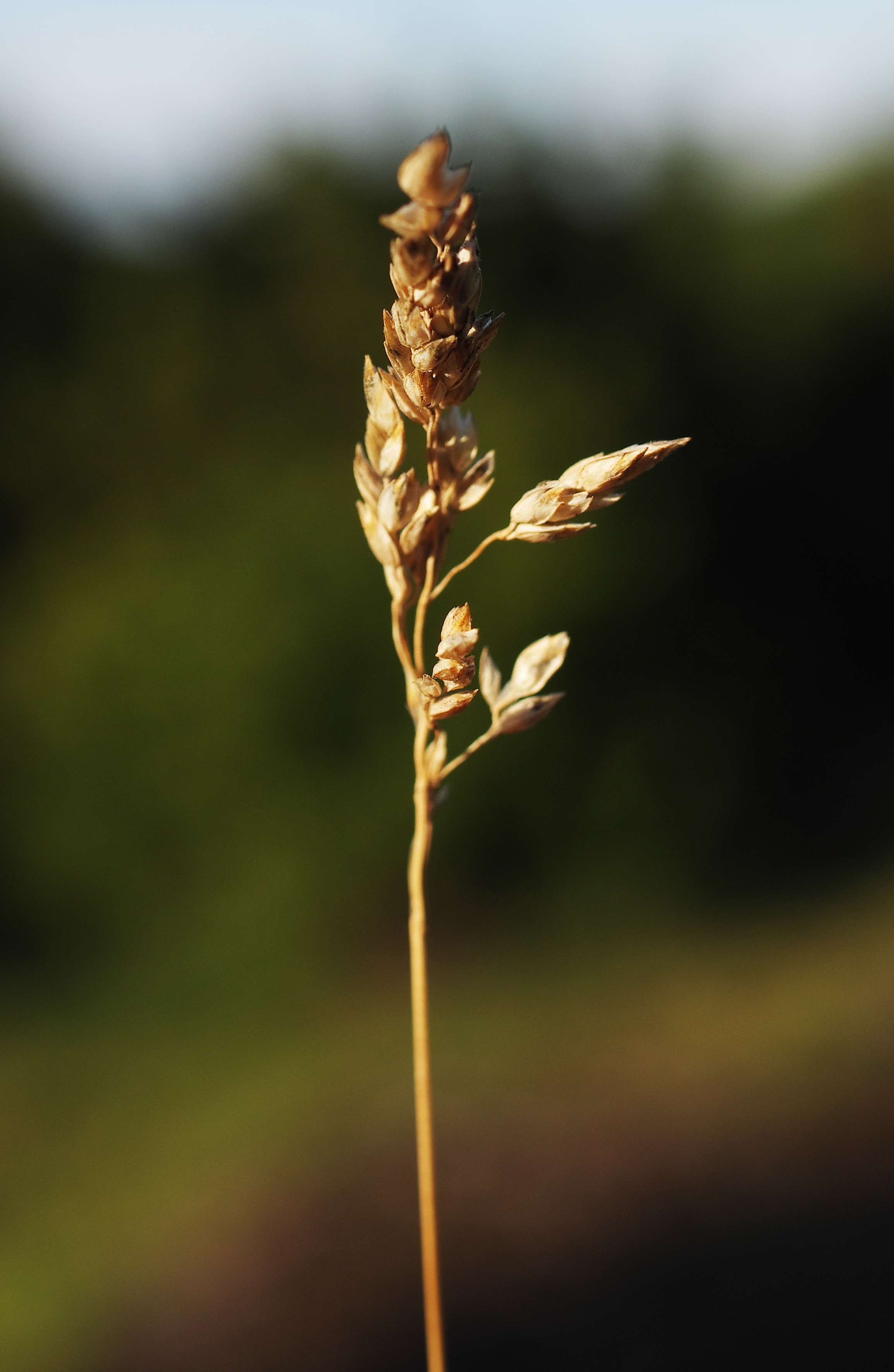